# Lee-Steve Jackson
Pour les articles homonymes, voir Lee Jackson (homonymie) et Jackson.
Lee-Steve Jackson, né le 20 avril 1982 à Stockton-on-Tees, est un biathlète britannique.

## Biographie
Il se lance dans le biathlon après avoir découvert le sport avec l'armée. 
Il fait ses débuts en équipe nationale en 1999 puis en Coupe du monde, lors de la saison 2002-2003. En 2008, il gagne ses premiers titres nationaux. Il est présent aux Jeux olympiques d'hiver de 2010, où il est 55e du sprint, 56e de la poursuite et 66e de l'individuelle. Il participe en 2014 aux Jeux olympiques de Sotchi, où il est le seul représentant britannique de son sport avec Amanda Lightfoot. Il y est 66e du sprint et 41e de l'individuelle.
Il marque ses premiers et seuls points avec une 39e place à l'individuelle des Championnats du monde 2015 à Kontiolahti. Il se retire du sport après la saison 2015-2016.

## Palmarès

### Jeux olympiques d'hiver
| Épreuve / Édition              | Individuelle | Sprint | Poursuite | Mass start | Relais | Relais mixte |
| Jeux olympiques 2010 Vancouver | 66e          | 55e    | 56e       | -          |        |              |
| Jeux olympiques 2014 Sotchi    | 41e          | 66e    | -         | -          | -      | -            |

Légende :
- - : Non disputée par Jackson

### Championnats du monde
| Épreuve / Édition                  | Individuelle | Sprint  | Poursuite | Départ en masse | Relais  | Relais mixte |
| Mondiaux 2004 Oberhof              | 102e         | —       | —         | —               | Abandon | —            |
| Mondiaux 2005 Hochfilzen           | 99e          | 68e     | —         | —               | 20e     | —            |
| Mondiaux 2007 Anterselva           | 75e          | 75e     | —         | —               | 21e     | —            |
| Mondiaux 2008 Östersund            | 94e          | 79e     | —         | —               | 23e     | —            |
| Mondiaux 2009 Pyeongchang          | —            | Abandon | —         | —               | 25e     | —            |
| Mondiaux 2011 Khanty-Mansiïsk      | 47e          | 48e     | 47e       | —               | 23e     | 18e          |
| Mondiaux 2012 Ruhpolding           | 109e         | 88e     | —         | —               | 28e     | 24e          |
| Mondiaux 2013 Nové Město na Moravě | 86e          | 105e    | —         | —               | 22e     | 25e          |
| Mondiaux 2015 Kontiolahti          | 39e          | 79e     | —         | —               | 24e     | 25e          |

### Coupe du monde
- Meilleur classement général : 90e en 2015.
- Meilleur résultat individuel : 39e.

#### Détail des classements
| Année     | Classement général final | Classement général individuelle | Classement général sprint | Classement général poursuite | Classement général mass start |
| 2014-2015 | 90e                      | 66e                             | -                         | -                            | -                             |